# Ascletí Drengot
Ascletí Drengot, conegut també com a Ascletí d'Acerenza, va ser un dels primers aventurers normands al Mezzogiorno i primer comte d'Acerenza
Era originari de Carreaux, a prop d'Avesnes-en-Bray a la regió de Rouen. Carreaux dona a la seva família, els Drengot, el nom alternatiu de Quarrel.
El 1016, juntament amb els seus quatre germans, Gilbert, Osmond, Rodolf i Rainulf va marxar cap al Mediterrani. Osmond havia matat una persona propera al duc Ricard II de Normandia i, per tant, acusat d'assassinat, fou desterrat. Així doncs, tots els germans Drengot van acompanyar Osmond (juntament amb una host de 250 guerrers integrats per altres exiliats, soldats sense terra i aventurers similars) en un pelegrinatge al santuari de Sant Miquel Arcàngel. Algunes fonts diuen que els guerrers normands van fer una parada a Roma per trobar-se amb el papa Benet VIII.
Ascletí juntament amb els seus germans van entrar en contacte amb els prínceps longobards del sud d'Itàlia, en particular amb Guaimar III de Salern i amb Pandulf IV de Càpua, a qui prestaven els seus serveis com a mercenaris. La trobada amb Melus de Bari va ser decisiva i el 1017 va dirigir una segona insurrecció anti-romana d'Orient a la Pulla. Els normands, contractats com a mercenaris, van aconseguir algunes victòries inicials, però van ser derrotats el 1018 a la batalla de Cannes pel catepà Basili Boiannes, on Gilbert, va caure en batalla.
Posteriorment, Rainulf Drengot sorgiria com a líder indiscutible de les restants milícies normandes que, al seu torn, es van haver de retirar-se de la Pulla i dirigir-se a la Campània. Els anys següents Ascletí va seguir al seu germà Rainulf en els esdeveniments que el van portar a convertir-se en comte d'Aversa.
Posteriorment, Ascletí va participar amb èxit en les batalles amb què els Hauteville havien pres possessió de grans territoris a la Pulla, i així va ser reconegut amb el comtat d'Acerenza, en la divisió entre els dotze caps normands feta a Melfi el 1042.